# Hecatompedón
El Hecatompedón («templo de los Cien Pies»), Antiguo Partenón o Pre-Partenón, como suele ser llamado, constituye el primer santuario edificado para Atenea Pártenos en el lugar donde hoy se encuentra el actual Partenón; ocupó su emplazamiento entre el 570 y el 490 a. C. Era un templo griego del período arcaico, construido en piedra caliza. 
El Hecatompedón es conocido solo por los raros restos de esculturas y elementos arquitectónicos en piedra caliza, hoy expuestos en el Museo de la Acrópolis de Atenas. 

## Etimología
El nombre del templo, en griego antiguo ἑκατόμπεδος (de ἑκατόν, 'cien' y πούς, 'pie') se encontró en las inscripciones: significa 'que tiene cien pies de largo', o sea unos 30 m, aunque su longitud reconocida es de 46 m. El edificio también es conocido como Ur-Parthenon y H-Architektur, nombres dados por los arqueólogos alemanes de principios del siglo XX.

## Historia

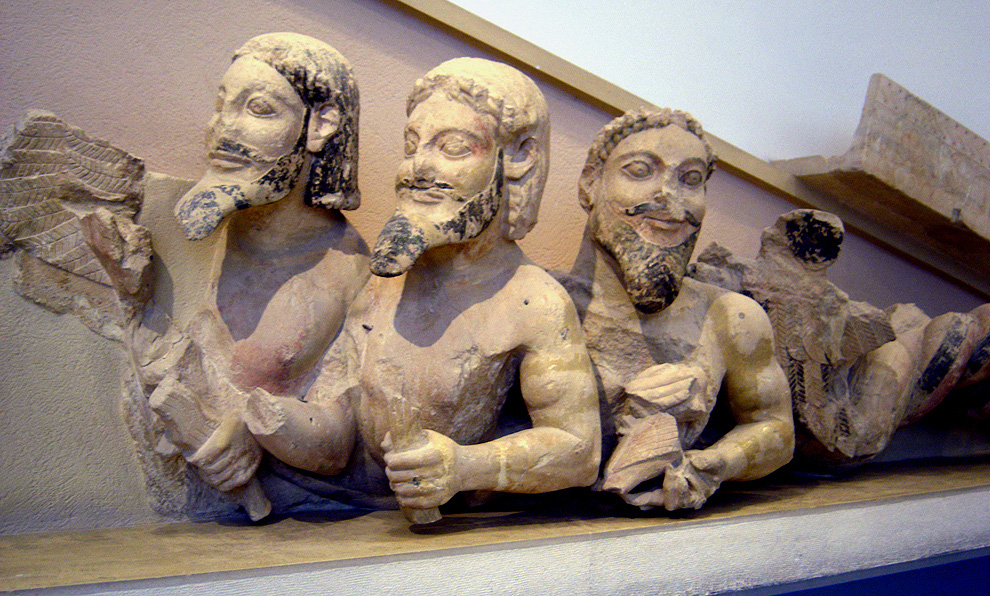
Monstruo de cuerpo triple de un frontón que podría haber pertenecido al Hecatompedón. Se trata de una criatura compuesta por tres figuras masculinas unidas por la cintura. La primera figura lleva agua en su mano izquierda, la segunda fuego, y la tercera un pájaro (simbolizando el aire). El monstruo termina en un cuerpo serpentiforme. Fragmento Lenormant. Museo de la Acrópolis de Atenas, Atenas.

El templo, construido íntegramente en piedra caliza blanca y decorado con múltiples colores, estaba dedicado a la diosa Atenea. Se conservan ruinas de la base, el estilóbato, y algunas partes de la cella y el frontón. Fue construido entre el 570 y el 550 a. C., en la época de Pisístrato. El edificio medía unos 30 metros de largo, por lo que ya en inscripciones de la antigüedad se le llamaba Hecatompedón. Se levantó sobre un inmenso cimiento de piedra caliza que se extendía y nivelaba la parte sur de la cumbre de la Acrópolis. Este edificio remplazó a otro, que pudo haber estado emplazado junto al templo arcaico dedicado a Atenea Polias. 
El Hecatompedón fue desmantelado en el 490 a. C. por los atenienses, inmediatamente después de la victoria sobre los persas en Maratón, para construir un nuevo templo, conocido como pro-Partenón. Esta construcción se encontraba en obras cuando fue destruida en el año 480 a. C. por los persas, que también arrasaron la ciudad. Estas ruinas permanecieron así por más de 30 años, hasta que hacia el 450 a. C. se inició la construcción del actual Partenón, en época de Pericles.

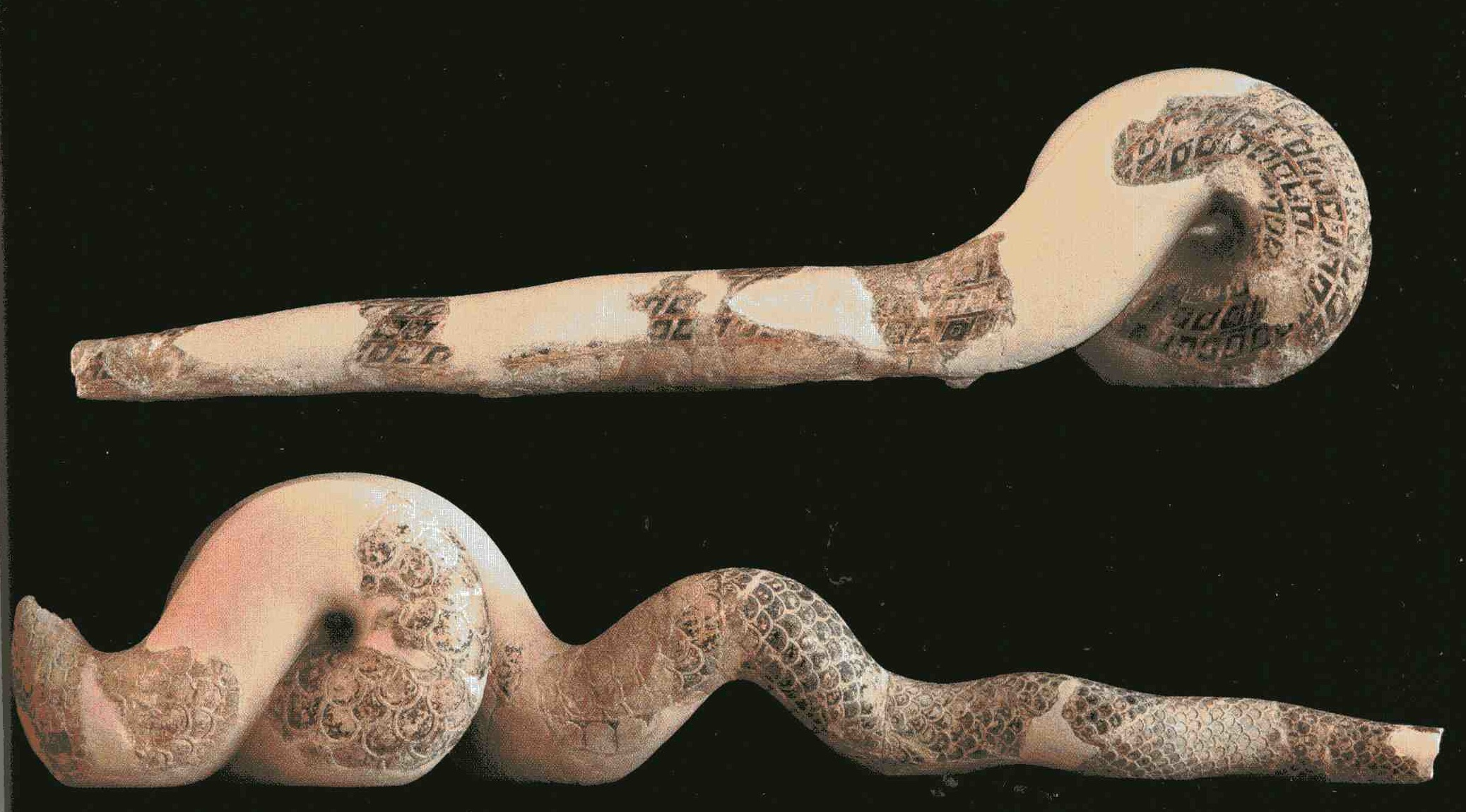
Serpientes guardianes.

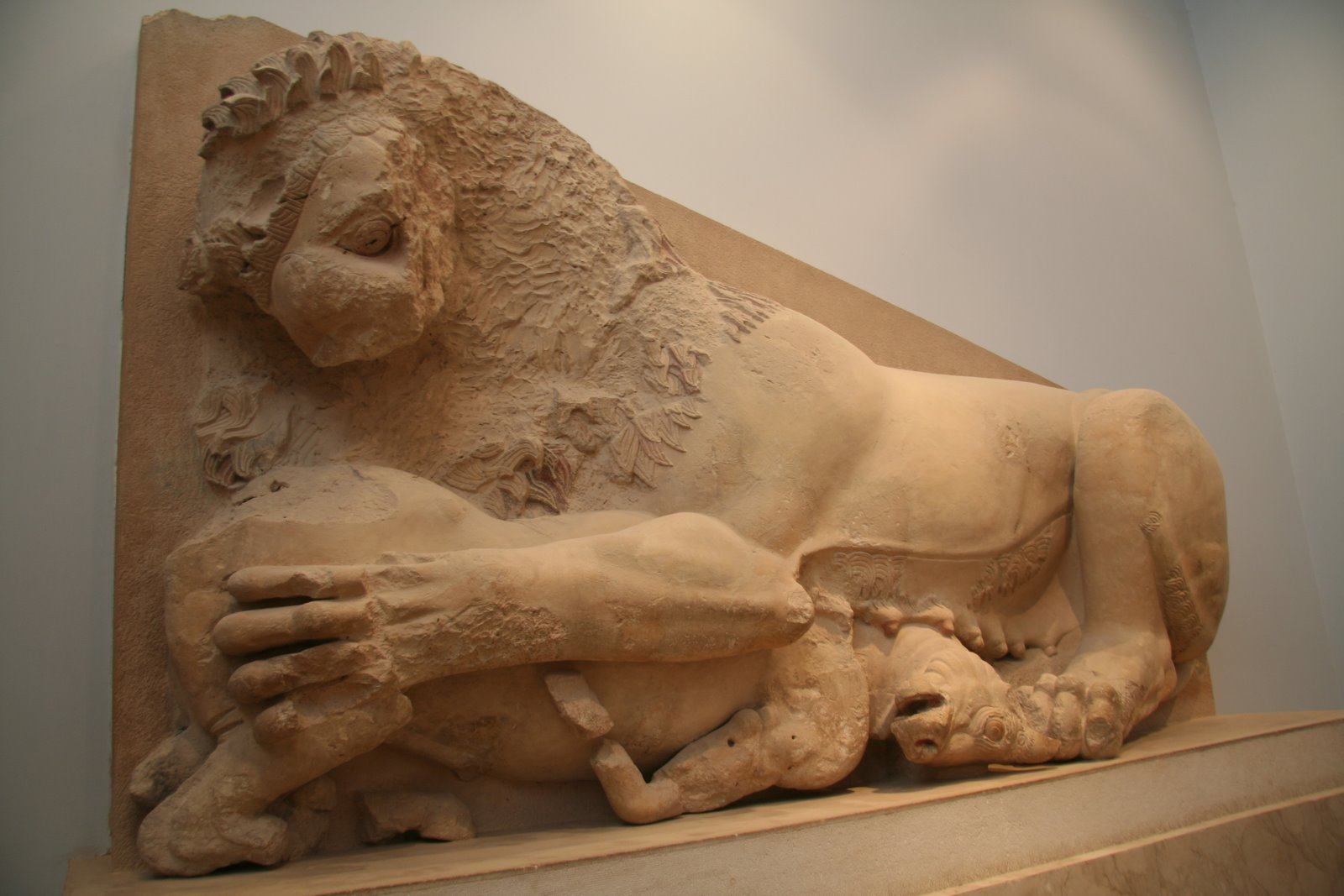
Leones.

Los antiguos frontones del Hecatompedón, estaban decorados en el lado oeste con la representación de Hércules derrotando a Tritón a la izquierda y la batalla de Zeus con Tifón, de tres cuerpos, a la derecha; mientras que el frontón este representaba a tres deidades sedentes, Atenea, Zeus y otro dios, entre dos serpientes que eran las guardianas del templo. Una característica especial del templo era el friso que lo rodeaba, con representaciones de elementos decorativos vegetales y animales: flores, lotos, pájaros voladores, águilas y cigüeñas.
La existencia y destrucción del pre-Partenón fue conocida gracias a Heródoto y a que parte de sus columnas eran visibles claramente, cerca de la pared norte del Erecteión. Las excavaciones de Panagiotis Kavvadias, en 1885-90 revelaron aún más evidencias materiales de esta estructura. 

## Arqueología

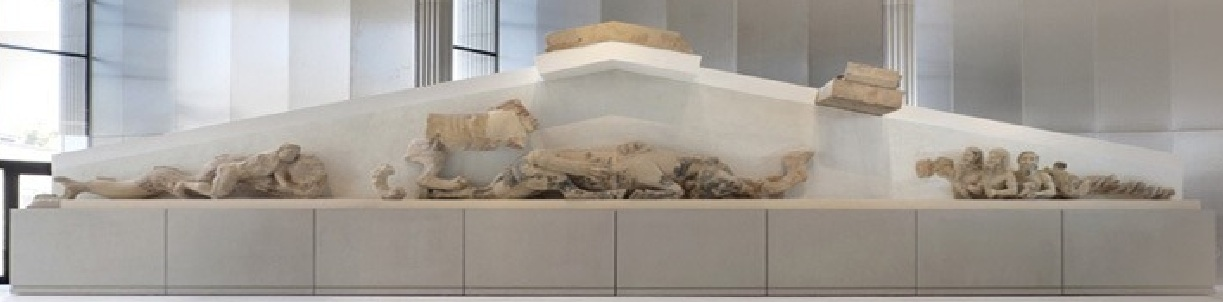
Frontón oeste.

Al igual que muchos otros descubrimientos arqueológicos en la Acrópolis, las descripciones iniciales del Hecatompedón a finales del siglo XIX se basaban únicamente en fragmentos arquitectónicos y escultóricos. En este contexto, el Hecatompedón fue conocido como H-Architektur en las descripciones y la catalogación, junto con otros edificios, como A- , B-Architektur, etc.
La descripción del templo así como su presunta ubicación ha cambiado desde las primeras descripciones de Wilhelm Dörpfeld. Dörpfeld atribuyó todos los fragmentos al antiguo templo de Atenea, situado entre el Erecteo y el actual Partenón.
En 1904, Theodor Wiegand planteó la hipótesis de que el H-Architektur se trataba de un templo que no era períptero, situado en el sitio del antiguo templo de Atenea, y que de hecho era una etapa más temprana del antiguo templo que se desarrolló más tarde con una perístasis. Además, identificó al H-Architektur como el Hecatompedón mencionado en las inscripciones antiguas
Sin embargo, en 1922, Ernst Buschor hipotetizó que el H-Architektur se encontraba en realidad al sur, en el lugar del actual Partenón, y lo llamó Ur-Partenón, que significa en alemán “Partenón original”. En 1936, la extensa investigación de Walter-Herwig Schuchhardt sobre los fragmentos y esculturas restantes demostró que los frontones del templo tenían que ser más grandes de lo que se había previsto. Por consiguiente, propuso un templo períptero en lugar de las reconstrucciones anteriores que incluían un templo de dístilo o trístilo in antis
Los hallazgos permitieron a Wilhelm Dörpfeld, director del Instituto Arqueológico Alemán de ese entonces, afirmar que allí existía una subestructura diferente a la del Partenón original, llamada Partenón I por Dörpfeld, aunque no inmediatamente debajo del edificio actual tal como se había previsto. Las observaciones de Dörpfeld indicaban que los tres escalones del primer Partenón estaban compuestos por dos escalones de caliza porosa (al igual que los cimientos) y un escalón superior de caliza cubierta por el escalón más bajo del Partenón de Pericles. Esta plataforma era más pequeña y estaba situada levemente al norte del Partenón definitivo, indicando que había sido construida para un edificio completamente distinto. Esta teoría se vio complicada por la publicación del informe final sobre las excavaciones de 1885-90, que indicaba que la subestructura era contemporánea de las murallas de Cimón implicaba una datación posterior para el primer templo.
Si el pro-Partenón original fue realmente destruido en 480 a. C., llevaría a preguntarse por qué el lugar permaneció en ruinas durante 33 años. Una explicación posible refiere al juramento realizado por los aliados griegos antes de la batalla de Platea en 479 a. C.; tal juramento declaraba que los santuarios que fuesen destruidos por los persas no serían reconstruidos. La validez de este juramento terminó con la Paz de Calias, celebrada  en 450 a. C. El hecho mundano del costo de reconstruir Atenas luego del saqueo persa es, cuando menos, una causa tan posible como la anterior. Sin embargo, las excavaciones de Bert Hodge Hill lo llevaron a proponer la existencia de un segundo Partenón en la época de Cimón, después de 468 a. C. Hill afirmaba que el escalón de caliza que Dörpfeld consideraba el superior del Partenón I, era en realidad el escalón inferior de los tres pertenecientes al Partenón II, cuyo estilóbato Hill calculaba que mediría 23,51 x 66,888 metros. 
Una de las dificultades para datar al proto-Partenón es que en el momento de la excavación de 1885, el método arqueológico de seriación no estaba completamente desarrollado: la falta de cuidado excavando y volviendo a llenar el sitio produjo la pérdida de mucha información valiosa. El estudio en dos volúmenes de Graef y Langlotz publicado en 1925-33, buscó dar sentido a los fragmentos de cerámica hallados en la acrópolis. Esto inspiró al arqueólogo estadounidense William Bell Dinsmoor a intentar proveer fechas límite para la plataforma del templo y las cinco paredes ocultas bajo el re-terraplenado de la acrópolis. Dinsmoor concluyó que la fecha posible más tardía para el Partenón I no podía ser anterior a 495 a. C., contradiciendo la datación realizada por Dörpfeld.  Llegando aún más lejos, Dinsmoor negó que hubiese dos proto-Partenones, y afirmó que el único templo previo al Siglo de Pericles era aquel al que Dörpfeld se refería como el Partenón II. En 1935, Dinsmoor y Dörpfeld intercambiaron puntos de vista en el American Journal of Archaeology.
Las investigaciones posteriores de William Bell Dinsmoor, Immo Beyer y otros, así como las correlaciones históricas entre los fragmentos restantes y la destrucción persa de la Acrópolis en el 480 a. C., han llevado a la hipótesis de que el Hecatompedón era un templo dórico, períptero (rodeado completamente por columnas), hexástilo (seis columnas en las fachadas delantera y trasera) y con una superficie enlucida de 46 metros de largo, situado en el sitio del actual Partenón.

### Otras teorías
La existencia del Hecatompedón está atestiguada por documentos históricos. Sus cimientos no se han encontrado, pero algunos arqueólogos han asignado a este templo elementos arquitectónicos y escultóricos encontrados en la parte sur de la muralla de la Acrópolis. 
En 2019 luego de años de estudio, el idioma griego sugirió la ubicación. El nombre partenón, popularizado en el período romano, pertenecía originalmente a un edificio completamente diferente, hoy conocido como Erecteión. El significado de parthenón es «casa de vírgenes» y el Erecteion está decorado con figuras femeninas jóvenes de piedra: las cariátides. De esa forma el Hekatompedon habría sido, antes de la invasión romana, el gran edificio (de 100 pies) conocido luego como Partenón.